# Baarle

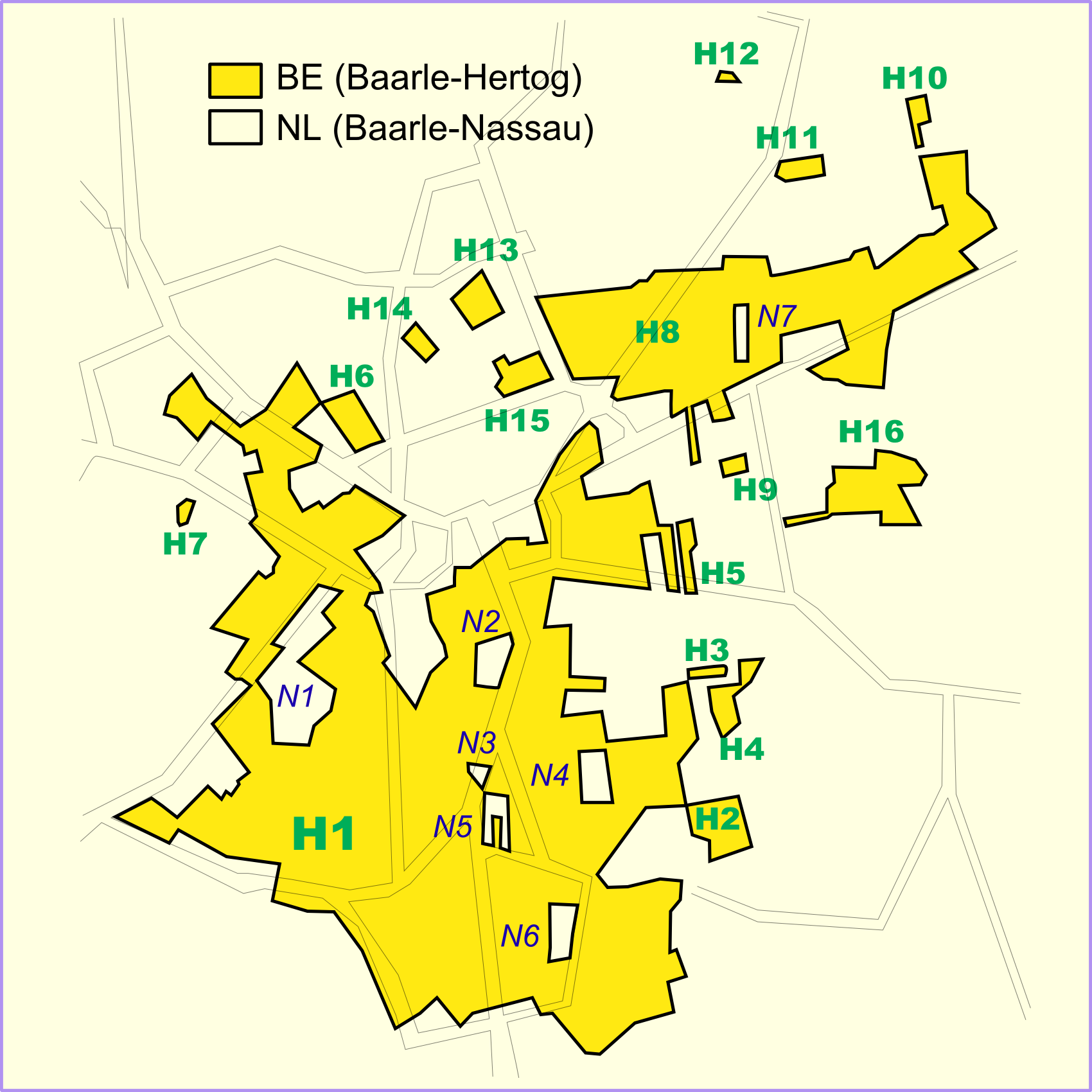
Harta

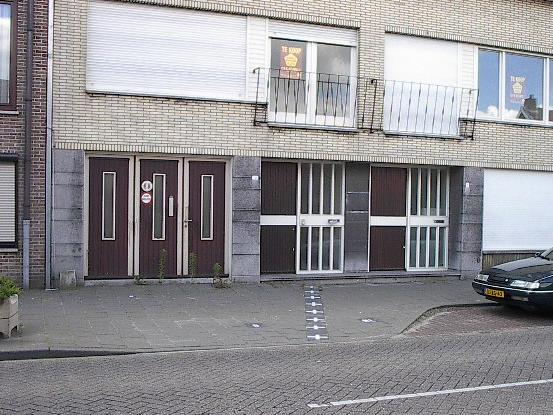
Casă pe strada Chaamseweg din Baarle, aflată pe teritoriul a două ţări: Belgia și Țările de Jos. Linia albă de pe trotuar urmează frontiera de stat

Baarele este o mică localitate din Brabant la frontiera între Țările de Jos și Belgia. Localitatea este divizată între cele două țări și este reprezentată de comunele:
- Baarle-Hertog în Belgia
- Baarle-Nassau în Țările de Jos

Frontiera dintre acestea este foarte complexă, fiecare parcelă aparținând unei sau altei țări, formând astfel numeroase enclave și exclave.

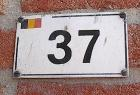
Număr de casă belgian
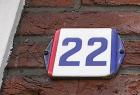
Număr de casă olandez

Baarle este de asemenea numele unei localități din cadrul comunei Drongen, aproape de Gent.

## Personalități născute aici
- Petrus Christus (1410 - 1475), pictor flamand.